# دانشگاه لرستان
دانشگاه لرستان یکی از دانشگاه‌های وزارت علوم، تحقیقات و فناوری ایران است که در حومهٔ شهر خرم‌آباد قرار دارد.

## پیشینه
این دانشگاه در سال ۱۳۵۶ شمسی با عنوان «مرکز آموزش عالی لرستان» وابسته به دانشگاه جندی‌شاپور اهواز با پذیرش ۱۰۰ دانشجو در رشته‌های فیزیک، شیمی، ریاضی و زیست‌شناسی در مقطع کارشناسی فعالیت خود را آغاز نمود. پس از انقلاب با جداشدن از دانشگاه شهید چمران اهواز به صورت مستقل و تحت عنوان «مجتمع آموزش عالی لرستان» به کار خود ادامه داد. در سال ۱۳۶۷ شمسی طرح جامع بزرگ دانشگاه لرستان تدوین و به تصویب وزارت فرهنگ و آموزش عالی و سازمان برنامه و بودجه رسید و فعالیت‌های اجرایی احداث دانشگاه در سال ۱۳۶۹ شمسی آغاز شد و سرانجام در سال ۱۳۷۲ شمسی به دانشگاه لرستان ارتقاء یافت.

## دانشکده‌ها
دانشکده شیمی
در حال حاضر این گروه دارای ۲۰ عضو هیئت علمی تمام وقت(۱۱ استاد، ۶ دانشیار و ۳ استادیار) ،۲ رشته کارشناسی(شیمی محض و شیمی کاربردی)، ۵ رشته کارشناسی ارشد ( شیمی آلی، شیمی تجزیه، شیمی معدنی، شیمی فیزیک و نانو شیمی) و ۴ رشته دکتری در گرایش های (شیمی آلی، شیمی تجزیه، شیمی معدنی و شیمی فیزیک )می باشد.
دانشکده ادبیات و علوم انسانی
این دانشکده دارای ۱۲ گروه آموزشی و بیش از ۸۰ عضو هیئت علمی تمام وقت است. همچنین طبق آخرین آمار ارائه شده توسط وبگاه این دانشکده ۱۹۹۵ دانشجو در این دانشکده مشغول به تحصیل می‌باشند.
دانشکده کشاورزی
این دانشکده در سال ۱۳۷۳ در جنوب شهر خرم‌آباد تأسیس شد. این دانشکده دارای ۱۰ گروه آموزشی و طبق آخرین اطلاعات ارائه شده توسط وبگاه این دانشکده تعداد ۱۸۰۰ دانشجو در این دانشکده مشغول به تحصیل می‌باشند.
دانشکده علوم پایه
این دانشکده دارای ۷۸ عضو هیئت علمی است و ۱۱ رشته کارشناسی، ۲۴رشته کارشناسی ارشد، ۱۶ رشته دکتری در این دانشکده تدریس می‌شود.
دانشکده فنی و مهندسی
دانشکده فنی و مهندسی در سال ۱۳۸۲ تأسیس شده و دارای ۸ گروه آموزشی می‌باشد.
دانشکده دامپزشکی
این دانشکده در سال ۱۳۷۲ در زیربنایی معادل ۶۰۰۰ متر مربع تأسیس شد. هم‌اکنون بیش از ۱۲ رشته آموزشی مختلف در این دانشکده تدریس می‌شود.
دانشکده مدیریت و اقتصاد
این دانشکده در سال ۱۳۸۴ با دو رشته آغاز به کار کرد و هم‌اکنون دارای ۱۶ عضو هیئت علمی می‌باشد.

## مراکز پژوهشی

### مرکز لرستان‌شناسی
مقدمات تأسیس مرکز پژوهشی-آموزشی لرستان‌شناسی طی سال‌های ۱۳۸۹-۹۰ انجام شد و اساسنامه آن به تصویب رسید و این مرکز نهایتاً در سال ۱۴۰۱ آغاز به کار کرد. این پژوهشکده هدف خود را «گسترش پژوهش و آموزش در حوزه‌های مرتبط با زیست‌جهان استان لرستان» اعلام کرده است.